# Алфандега-да-Фе (район)
Алфа́ндега-да-Фе (порт. Alfândega da Fé) — район (фрегезия) в Португалии, входит в округ Браганса. Является составной частью муниципалитета Алфандега-да-Фе. По старому административному делению входил в провинцию Траз-уж-Монтиш и Алту-Дору. Входит в экономико-статистический субрегион Алту-Траз-уш-Монтеш, который входит в Северный регион. Население составляет 2016 человек на 2001 год. Занимает площадь 44,55 км².